# اسمرالدا نگرون
اسمرالدا نگرون (انگلیسی: Esmeralda Negron؛ زادهٔ ۱۵ ژانویهٔ ۱۹۸۳) بازیکن فوتبال اهل ایالات متحده آمریکا است.
از باشگاه‌هایی که در آن بازی کرده‌است می‌توان به اشاره کرد.
وی همچنین در تیم‌های ملی فوتبال زیر ۲۳ سال زنان ایالات متحده آمریکا، زیر ۲۳ سال زنان ایالات متحده آمریکا، و زنان پورتوریکو بازی کرده‌است.